# Dunărea Galați în sezonul 1983-1984
Sezonul 1983-1984  a fost ultimul sezon pentru Dunărea Galați în liga I. Echipa a retrogradat la finalul clasamentului în urma meciului cu Petrolul Ploiești.

## Echipă
| Nr. |         | Poziție | Jucător            |
| --- | ------- | ------- | ------------------ |
| -   | România | P       | Vasile Oană        |
| -   | România | P       | Gheorghe Stamate   |
| -   | România | P       | Alexandru Cristea  |
| -   | România | F       | Viorel Pisău       |
| -   | România | F       | Mihai Bejenaru     |
| -   | România | F       | Viorel Anghelinei  |
| -   | România | F       | Șurian Borali      |
| -   | România | F       | Gheorghe Ichim     |
| -   | România | F       | Mitică Gălan       |
| -   | România | F       | Sorin Gălan        |
| -   | România | F       | Gheorghe Negoiță   |
| -   | România | F       | Constantin Stroe   |
| -   | România | F       | Marian Toader      |
| -   | România | F       | Sorin Sterian      |
| -   | România | F       | Constantin Ciucă   |
| -   | România | F       | Marian Dumitru     |
| -   | România | F       | Radu Mureșan       |
| -   | România | M       | Răzvan Mureșan     |
| -   | România | M       | Dumitru Manolache  |
| -   | România | M       | Mihai Cernescu     |
| -   | România | M       | Adrian Comșa       |
| -   | România | M       | Mihăiță Hanghiuc   |
| -   | România | M       | Dima Tararache     |
| -   | România | M       | Radu Moțoc         |
| -   | România | M       | Nicolae Pascu      |
| -   | România | M       | Alexandru Cristea  |
| -   | România | A       | Haralambie Antohi  |
| -   | România | A       | Sorin Balaban      |
| -   | România | A       | Eugen Ralea        |
| -   | România | A       | Mihai Romilă       |
| -   | România | A       | Nicolae Soare      |
| -   | România | A       | Claudiu Vaișcovici |

## Transferuri

### Sosiri
| Post | Jucător           | De la echipa       | Suma de transfer  | Dată |  | ---- |
| ---- | ----------------- | ------------------ | ----------------- | ---- |  | ---- |
| A    | Haralambie Antohi | FCM Bacău          | liber de contract | -    |  |      |
| P    | Gheorghe Stamate  | Oțelul Galați      | liber de contract | -    |  |      |
| A    | Mihai Romilă      | Politehnica Iași   | liber de contract | -    |  |      |
| A    | Nicolae Soare     | Politehnica Iași   | liber de contract | -    |  |      |
| F    | Mitică Gălan      | Corvinul Hunedoara | liber de contract | -    |  |      |
| A    | Eugen Ralea       | FC Argeș Pitești   | liber de contract | -    |  |      |
| M    | Mihai Cernescu    | ASA Târgu Mureș    | liber de contract | -    |  |      |

### Plecări
| Post | Jucător        | De la echipa     | Suma de transfer  | Dată |  | ---- |
| ---- | -------------- | ---------------- | ----------------- | ---- |  | ---- |
| A    | Ion Diaconescu | Steaua București | liber de contract | -    |  |      |

Clasamentul după 34 de etape se prezintă astfel:

## Seria II

### Rezultate
| Victorii | Egaluri | Înfrângeri | Cea mai mare victorie | Cea mai mare înfrangere |

### Sezon intern
| 1  | Dunărea CSU Galați       | FC Politehnica Iași      |  | 0-0 |
| 2  | Sportul Studențesc       | Dunărea CSU Galați       |  | 3-0 |
| 3  | Jiul Petroșani           | Dunărea CSU Galați       |  | 2-1 |
| 4  | Dunărea CSU Galați       | Olt Scornicești          |  | 0-0 |
| 5  | Dunărea CSU Galați       | Dinamo București         |  | 0-0 |
| 6  | CS Târgoviște            | Dunărea CSU Galați       |  | 1-0 |
| 7  | Dunărea CSU Galați       | ASA Târgu Mureș          |  | 1-0 |
| 8  | Dunărea CSU Galați       | FC Bihor Oradea          |  | 0-2 |
| 9  | FC Petrolul Ploiești     | Dunărea CSU Galați       |  | 0-0 |
| 10 | Dunărea CSU Galați       | FC Baia Mare             |  | 0-0 |
| 11 | Rapid București          | Dunărea CSU Galați       |  | 2-0 |
| 12 | FC Argeș Pitești         | Dunărea CSU Galați       |  | 2-1 |
| 13 | Dunărea CSU Galați       | FC Universitatea Craiova |  | 0-1 |
| 14 | Dunărea CSU Galați       | SC Bacău                 |  | 0-1 |
| 15 | Corvinul Hunedoara       | Dunărea CSU Galați       |  | 2-2 |
| 16 | Dunărea CSU Galați       | Steaua București         |  | 3-1 |
| 17 | Chimia Râmnicu Vâlcea    | Dunărea CSU Galați       |  | 1-0 |
| 18 | FC Politehnica Iași      | Dunărea CSU Galați       |  | 3-1 |
| 19 | Dunărea CSU Galați       | Sportul Studențesc       |  | 0-0 |
| 20 | Dunărea CSU Galați       | Jiul Petroșani           |  | 2-0 |
| 21 | Olt Scornicești          | Dunărea CSU Galați       |  | 1-1 |
| 22 | Dinamo București         | Dunărea CSU Galați       |  | 3-1 |
| 23 | Dunărea CSU Galați       | CS Târgoviște            |  | 3-1 |
| 24 | ASA Târgu Mureș          | Dunărea CSU Galați       |  | 2-0 |
| 25 | FC Bihor Oradea          | Dunărea CSU Galați       |  | 2-0 |
| 26 | Dunărea CSU Galați       | FC Petrolul Ploiești     |  | 2-0 |
| 27 | FC Baia Mare             | Dunărea CSU Galați       |  | 2-4 |
| 28 | Dunărea CSU Galați       | Rapid București          |  | 0-0 |
| 29 | Dunărea CSU Galați       | FC Argeș Pitești         |  | 1-0 |
| 30 | FC Universitatea Craiova | Dunărea CSU Galați       |  | 2-2 |
| 31 | SC Bacău                 | Dunărea CSU Galați       |  | 2-1 |
| 32 | Dunărea CSU Galați       | Corvinul Hunedoara       |  | 3-1 |
| 33 | Steaua București         | Dunărea CSU Galați       |  | 3-0 |
| 34 | Dunărea CSU Galați       | Chimia Râmnicu Vâlcea    |  | 3-1 |